# 肖恩·科爾
肖恩·马尔科姆·科尔（英語：Shaun Malcolm Cole，1963年11月19日—），男，英国宇宙学家。自2005年起担任杜伦大学物理学教授。他是2014年邵逸夫奖的联合获奖者。

## 荣誉
2014年，他因在测量星系大尺度结构上的贡献（包括重子声学振荡和红移空间畸变）与丹尼尔·爱森斯坦、约翰·皮考克共同获得邵逸夫天文学奖。